# Torres de Segre
Torres de Segre è un comune spagnolo di 1 838 abitanti situato nella comunità autonoma della Catalogna.